# António Felisberto da Silva e Cunha Leite Pereira
António Felisberto da Silva e Cunha Leite Pereira foi um político português.

## Família
Filho de João Félix Pinto da Fonseca, Capitão de Milícias de Vila Real por Decreto de 21 de Julho de 1811, e de sua mulher Maria Amália da Silva e Cunha Leite Pereira.

## Biografia
Bacharel formado em Direito pela Faculdade de Direito da Universidade de Coimbra, Conselheiro de Sua Majestade Fidelíssima, Fidalgo da Casa Real, Governador Civil do Distrito de Vila Real, etc.

## Casamento
Casou com Maria Constança Carneiro Ferreira Girão (15 de Abril de 1821 - ?), sobrinha materna do 1.º Visconde de Vilarinho de São Romão e irmã do 2.º Visconde de Vilarinho de São Romão, da qual foi primeiro marido, sem geração.